# Wolcott (hrabstwo Wayne)
Wolcott – wieś w Stanach Zjednoczonych, w stanie Nowy Jork, w hrabstwie Wayne.